# ノースプレーンズ (オレゴン州)
ノースプレーンズ（North Plains）は、アメリカ合衆国オレゴン州のワシントン郡にある小さな市。人口は1,755人（2006年推計）。ポートランド都市圏に含まれる。

## 歴史
市のすぐ外側にあるパンプキンリッジ・ゴルフクラブでは、1997年と2003年に全米女子オープンが開催された。。

## 地理
ノースプレーンズは北緯45度35分50秒 西経122度59分53秒 / 北緯45.59722度 西経122.99806度 (45.597093, -122.998081)に位置している。
アメリカ合衆国国勢調査局によれば、市の面積は2.0 km²（0.8 mi²）で、全てが陸地である。

## 人口動静
2000年国勢調査で、この都市は人口1,605人、594世帯、及び422家族が暮らしている。人口密度は794.5/km2 (2,044.7/mi2) である。313.3/km2 (806.4/mi2)の平均的な密度に633軒の住宅が建っている。この都市の人種的な構成は白人90.78%、アフリカン・アメリカン0.12%、先住民1.68%、アジア1.87%、太平洋諸島系0.12%、その他の人種2.74%、及び混血2.68%である。人口の7.10%はヒスパニックまたはラテン系である。
594世帯のうち、40.9%が18歳未満の子供と一緒に生活しており、58.8%は夫婦で生活している。8.8%は未婚の女性が世帯主であり、28.8%は結婚していない。25.6%は1人以上の独身の居住者が住んでおり、12.1%は65歳以上で独身である。1世帯の平均人数は2.70人であり、結婚している家庭の場合は、3.24人である。
この都市内の住民は30.0%が18歳未満の未成年、18歳以上24歳以下が5.6%、25歳以上44歳以下が35.0%、45歳以上64歳以下が18.8%、及び65歳以上が10.7%にわたっている。中央値年齢は34歳である。女性100人ごとに対して男性は97.7人である。18歳以上の女性100人ごとに対して男性は92.3人である。
この都市の世帯ごとの平均的な収入は49,563米ドルであり、家族ごとの平均的な収入は55,156米ドルである。男性は42,237米ドルに対して女性は27,857米ドルの平均的な収入がある。この地域の一人当たりの収入 (per capita income) は18,794米ドルである。人口の5.3%及び家族の4.8%の収入は貧困線以下である。全人口のうち18歳未満の3.8%及び65歳以上の15.8%は貧困線以下の生活を送っている。